# Lasioglossum exiguum
Lasioglossum exiguum är en biart som först beskrevs av Smith 1879.  Lasioglossum exiguum ingår i släktet smalbin, och familjen vägbin. Inga underarter finns listade i Catalogue of Life.